# Refugium Peccatorum Madonna (Crosio)
Refugium Peccatorum Madonna, ou o Madona Refúgio dos Pecadores, é uma pintura do artista italiano Luigi Crosio. Foi pintada em 1898.
Crosio originalmente pintou a Madona para os Irmãos Kuenzil na Suíça. Em 1964, a província suíça das Irmãs de Schoenstatt comprou a pintura original. Foi então também chamada de Mãe e Rainha Três Vezes Admirável de Schoenstatt.
A imagem foi muito difundida em virtude do Movimento de Schoenstatt.